# スザナ・チェービッチ
スザナ・チェビッチ（セルビア語: Сузана Ћебић、1984年11月9日 - ）は、セルビアの元女子バレーボール選手。ベオグラード（当時はユーゴスラビア社会主義連邦共和国）出身。ポジションはリベロ。元セルビア代表。

## 来歴
セルビア代表でレギュラーで中心選手として活躍するリベロ。2006年世界選手権では全試合にリベロで出場し銅メダルを獲得した。また、自身も同大会のベストリベロ賞に輝いた。2007年欧州選手権で準優勝し、2008年北京オリンピックに出場した。
2010年の世界選手権に出場した。2011年のワールドグランプリで銅メダルを獲得した。同年9月のヨーロッパ選手権で初優勝に貢献し、ベストリベロ賞を受賞した。同年11月のワールドカップに出場した。
2012年ロンドンオリンピックに出場した。2012-13シーズンにアゼルバイジャンリーグの強豪チームであるラビタ・バクーへ移籍した。欧州チャンピオンズリーグリーグにて準優勝を果たした。2013年のFIVBワールドグランプリで銅メダルを獲得した。

## 球歴
- オリンピック - 2008年（5位）
- 世界選手権 - 2006年（銅メダル）、2010年（8位）
- ワールドカップ - 2007年（5位）、2011年（7位）
- 欧州選手権 - 2007年（準優勝）、2009年（7位）、2011年（優勝）、2013年(4位)

## 所属クラブ
- OK Crnokosa（1998-2005年）
- イェディンストヴォ・ウジツェ（2006-2008年）
- CVテネリフェ（2008-2009年）
- メタル・ガラツィ（2009-2010年）
- VfBズール（2010- 2012年）
- ラビタ・バクー（2012-2013年）
- ロコモティフ・バクー（2013-2014年）
- CSMトゥルゴヴィシュテ（2014-2017年）
- 北京女排（2015-2017年）
- CSMブカレスト（2017-2018年）
- CSMヴォレイ・アルバ・ブラジ（2018-2019年）